# The Fairy-Queen

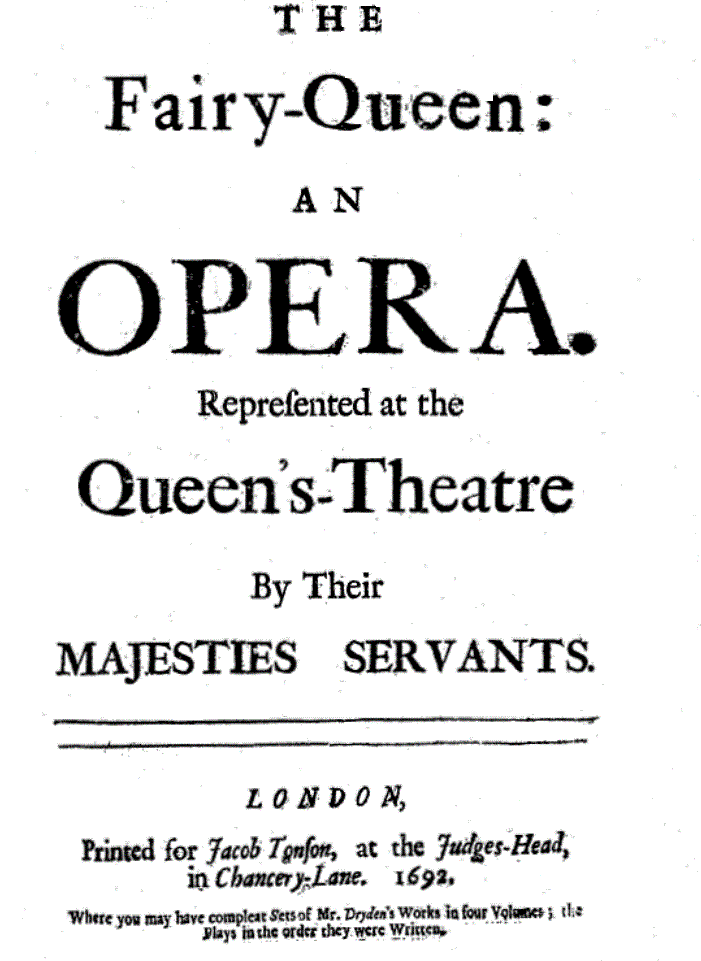
Titelpagina van het libretto

The Fairy-Queen (Z.629) is een dramatische of semiopera van Henry Purcell, een genre waarin muziek wordt afgewisseld met gesproken tekst. Dergelijke opera's werden Restoration Spectaculars genoemd. Deze ontstonden na de restauratie van het koningschap in 1660 en waren door het vele kunst- en vliegwerk zeer populair aan het eind van de 17e eeuw in Engeland.

## Geschiedenis
The Fairy-Queen werd voor het eerst opgevoerd op 2 mei 1692 in het Queen's Theatre, Dorset Garden in Londen, door het gezelschap 'The United Company'. Het libretto is een anonieme bewerking van William Shakespeares huwelijkskomedie A Midsummer Night's Dream. De vermoedelijke tekstschrijver of althans medetekstschrijver is Thomas Betterton, acteur-directeur van het Dorset Garden Theatre met wie Purcell vaak samenwerkte. Deze aanname is gebaseerd op een analyse van Bettertons toneelaanwijzingen. Samenwerking tussen meerdere toneelschrijvers is ook mogelijk. De choreografie voor de dansen werd verzorgd door Josias Priest, die tevens had meegewerkt aan Dioclesian en King Arthur en betrokken was bij Dido and Aeneas. Purcell heeft geen teksten van Shakespeare getoonzet; in plaats daarvan componeerde hij muziek voor korte 'masques' in elk bedrijf behalve het eerste. Deze masques waren spectaculaire, vaak allegorische muziek- en dansfantasieën, die hun oorsprong hadden aan het hof van de Tudor-vorsten.
Het stuk zelf werd ook enigszins gemoderniseerd; aangepast aan de toneelconventies van de laat-17e eeuw, maar over het algemeen bleef de gesproken tekst die van Shakespeare. De masques zijn eerder metaforisch dan letterlijk verbonden met de tekst. Veel critici hebben ten onrechte beweerd dat er geen relatie bestaat, maar recent onderzoek heeft aangetoond dat de opera, die eindigt met een masque waarin Hymen, de God van het Huwelijk, de boventoon voert, specifiek geschreven is voor de vijftiende trouwdag van de vorsten William en Mary. Een brief over de eerste opvoering toont aan dat de rollen van Titania en Oberon gespeeld werden door kinderen van acht of negen. Vermoedelijk werden dus ook de andere feeën door kinderen gespeeld, hetgeen ons perspectief op de mise-en-scène verandert.
De partituur geraakte na Purcells dood in 1695 verloren. In oktober 1701 publiceerde Zachary Baggs, penningmeester van het Theatre Royal in Covent Garden, een oproep in de krant waarin hij twintig guineas beloning uitloofde voor wie de partituur terugbezorgde. Het manuscript werd echter pas begin 20ste eeuw teruggevonden, en de Amerikaanse academicus Frank Clyde Brown beweerde in 1910 met stelligheid dat de tekst van Elkanah Settle stamde, wat dan ook gedurende het grootste gedeelte van de 20ste eeuw werd aangenomen. Ook Sir Charles Sedley werd als auteur in overweging genomen.

### Opvoeringsgeschiedenis
Na de vroege dood van Purcell in 1695 bleef zijn opera Dioclesian tot ver in de achttiende eeuw populair, maar de partituur van The Fairy-Queen raakte zoek en werd pas in de vroege twintigste eeuw teruggevonden. Andere, vergelijkbare werken raakten uit de mode, maar dat was niet de enige reden om ze niet uit te voeren: de juiste stemmen werden steeds moeilijker te vinden. De altus of countertenor wordt vaak benut bij semiopera en na Purcell raakte die in onbruik, vermoedelijk door de opkomst van Italiaanse opera in Engeland, met de bijbehorende castrati. Daarna ontwikkelde zich de Romantische opera, waarbij de tenorstem overheerste. Tot de opleving van de belangstelling voor Oude Muziek, hoorde men de countertenor vooral in de kerkelijke traditie van de mannenkoren en in twintigste-eeuwse Amerikaanse vocale kwartetten.
De muziek van Purcell (en daarmee ook The Fairy-Queen) werd nieuw leven ingeblazen door twee verwante bewegingen: de groeiende belangstelling voor Barokmuziek en de opkomst van de moderne countertenor, gestimuleerd door pioniers zoals Alfred Deller en Russel Oberlin. Nederland heeft internationaal een zeer belangrijke plaats ingenomen bij deze ontwikkelingen, voorgegaan door Gustav Leonhardt en Johan van der Meer.
Hoewel de muzikale uitvoering van een Purcell-opera zelden veel te wensen overlaat, geldt dit niet voor de enscenering. Als men het hele stuk uitvoert, duurt het voor moderne begrippen lang. Roger Savage heeft uitgerekend dat The Fairy-Queen zo'n vier uur duurt. Besluit men tot inkorten, dan gaat dat meestal samen met een zodanige modernisering, dat de samenhang tussen muziek, tekst en handeling volledig uit het zicht raakt.

## Context en analyse
Na het enorme succes van zijn opera's Dioclesian (1690) en King Arthur (1691), schreef Purcell The Fairy-Queen in 1692. Purcells 'Eerste' en 'Tweede Muziek' werden gespeeld terwijl het publiek binnenkwam. De 'Act Tunes' worden tussen de verschillende bedrijven gespeeld, aangezien het doek meestal aan het begin van de voorstelling werd opgehaald en pas aan het einde weer neergelaten. Na de eerste akte begint ieder bedrijf met een korte symfonie van 3-5 minuten.
De Engelse semioperatraditie waartoe The Fairy-Queen behoort, vereist dat de meeste muziek binnen het stuk wordt ingeleid door bovennatuurlijke wezens, met uitzondering van pastorale en dronken figuren. Alle masques in The Fairy-Queen worden door Titania of Oberon aangekondigd. De eerste akte bevatte oorspronkelijk geen muziek, maar dankzij het enorme succes werd het stuk in 1693 hernomen, waarbij Purcell de scène met de Dronken Dichter toevoegde en twee nieuwe liederen: Ye gentle spirits of the air en The Plaint. De stotterende poëet die in het eerste bedrijf door elfen wordt belaagd, is waarschijnlijk een verwijzing naar de rijmelende Thomas D'Urfey, al wordt hier mogelijk ook Elkanah Settle belachelijk gemaakt. Beide dichters waren stotteraars. Zoals reeds gezegd, iedere masque is subtiel metaforisch verwant aan de handeling in dat bedrijf. Zo vinden wij de De Nacht en Slaap in de tweede akte, omdat daarin Oberon het plan smeedt om de kracht van het bloempje 'love-in-idleness' (een driekleurig viooltje) te benutten om allerhande liefdes door elkaar te gooien en figuren zoals Geheimzinnigheid en Mysterie zijn dan toepasselijk om een nacht vol magie in te leiden. De masque voor Bottom in de derde akte bevat metamorfosen, liederen over zowel echte als geveinsde liefde en wezens die niet zijn wat ze lijken. De 'Verzoenings'-masque tussen Oberon en Titania aan het einde van de vierde akte is de voorbode van de finale masque. Het decor verandert in een Tuin der Fonteinen, doelend op de hobby van Koning Willem, net nadat Oberon een zegen heeft uitgesproken op de huwelijksdag van 'deze Geliefden'. De Vier Jaargetijden zeggen ons dat het hier te vieren huwelijk het hele jaar door goed is, en als allen de Rijzende Zon begroeten wegens de verjaardag van Koning Oberon, dan herkennen de 17e-eeuwse Engelsen die verwijzing naar hun traditie, waarin de koning met de zon wordt vergeleken. Het is veelzeggend dat de verjaardag van Willem, 4 november, tevens de trouwdag van Willem en Mary was (in 1677). De Chinese scène in de laatste masque ten slotte, duidt op de beroemde porseleinverzameling van Koningin Mary. De tuin die erboven verschijnt en de exotische dieren zijn weer een verwijzing naar Koning Willem en het loflied van Hymen op hun huwelijk, plus de toneelaanwijzing waardoor de porseleinen vazen van Mary met de oranjebomen van Willem erin helemaal naar voren schuiven, vervolmaken de symboliek.

## Opnamen
- Alfred Deller, The Deller Consort, Stour Music Chorus (2 cd's) — (1972) — Harmonia Mundi
- John Eliot Gardiner, The English Baroque Soloists The Monteverdi Choir, (2 cd's) — 1982 — Archiv Produktion 419 221-2
- William Christie, Les Arts Florissants (2 cd's) — 1989 — Harmonia Mundi HMC 90 1308/0
- Roger Norrington, The London Classical Players, The Schütz Choir of London (2 cd's) — 1994 — EMI Classics 7243 5 55234 2 6
- Ton Koopman, Amsterdam Baroque Orchestra and Chorus, (2 cd's) — 1994 — Erato 98507
- Nikolaus Harnoncourt, Concentus Musicus Wien, Arnold Schoenberg Chor (2 cd's) — 1995 — Teldec Classics 4509-97684-2
- William Christie, Orchestra of the Age of Enlightenment, Glyndebourne Chorus, Jonathan Kent (director) (2 dvd's) - 2010 - Opus Arte

## Verwijzingen
1. 1 2 3  Muller 2005
2. ↑  Savage 2000
3. ↑  Burden 2003
4. ↑  Frank Clyde Brown (1910), Elkanah Settle: His Life and Works. Chicago: The University of Chicago Press, blz. 95. ISBN 9781298266828 [facsimile]
5. ↑  The London Stage deel 2
6. ↑  Savage 1973
7. ↑  Price 2006